# Ośno Górne (gromada)
Ośno Górne – dawna gromada, czyli najmniejsza jednostka podziału terytorialnego Polskiej Rzeczypospolitej Ludowej w latach 1954–1972.
Gromady, z gromadzkimi radami narodowymi (GRN) jako organami władzy najniższego stopnia na wsi, funkcjonowały od reformy reorganizującej administrację wiejską przeprowadzonej jesienią 1954 do momentu ich zniesienia z dniem 1 stycznia 1973, tym samym wypierając organizację gminną w latach 1954–1972.
Gromadę Ośno Górne z siedzibą GRN w Ośnie Górnym utworzono – jako jedną z 8759 gromad na obszarze Polski – w powiecie aleksandrowskim w woj. bydgoskim, na mocy uchwały nr 24/1 WRN w Bydgoszczy z dnia 5 października 1954. W skład jednostki weszły obszary dotychczasowych gromad Marcjanki, Belny, Brzezie, Marcinkowo, Sompolinek i Wierzbie ze zniesionej gminy Boguszyce w tymże powiecie. Dla gromady ustalono 23 członków gromadzkiej rady narodowej.
1 stycznia 1956 gromada weszła w skład nowo utworzonego powiatu radziejowskiego w tymże województwie.
Gromada przetrwała do końca 1972 roku, czyli do kolejnej reformy gminnej. Na uwagę zasługuje fakt że w związku ze zniesieniem gromady Ośno Górne jej obszar (sołectwa Belny, Brzezie, Marcinkowo, Marcjanki, Ośno Górne, Sompolinek i Wierzbie) wszedł w skład powiatu kolskiego w woj. poznańskim.
Uwaga: Nie mylić z gromadą Ośno.